# فدریکو برگونزی
فدریکو برگونزی (انگلیسی: Federico Bergonzi؛ زادهٔ ۱۲ ژانویهٔ ۲۰۰۱) بازیکن فوتبال اهل ایتالیا است.